# Repubblica Dominicana ai Giochi olimpici
La Repubblica Dominicana ha partecipato per la prima volta ai Giochi olimpici nel 1964.
Gli atleti dominicani hanno vinto 12 medaglie ai Giochi olimpici estivi, mentre non hanno mai partecipato ai Giochi olimpici invernali. La prima medaglia d'oro è stata conquistata ad Atene 2004 da Félix Sánchez nei 400 metri ostacoli.
Il Comitato Olimpico Dominicano, creato nel 1946, venne riconosciuto dal CIO nel 1962.

## Medaglieri

### Medaglie alle Olimpiadi estive
| Giochi                 | Oro | Argento | Bronzo | Totale |
| ---------------------- | --- | ------- | ------ | ------ |
| Tokyo 1964             | 0   | 0       | 0      | 0      |
| Città del Messico 1968 | 0   | 0       | 0      | 0      |
| Monaco 1972            | 0   | 0       | 0      | 0      |
| Montreal 1976          | 0   | 0       | 0      | 0      |
| Mosca 1980             | 0   | 0       | 0      | 0      |
| Los Angeles 1984       | 0   | 0       | 1      | 1      |
| Seul 1988              | 0   | 0       | 0      | 0      |
| Barcellona 1992        | 0   | 0       | 0      | 0      |
| Atlanta 1996           | 0   | 0       | 0      | 0      |
| Sydney 2000            | 0   | 0       | 0      | 0      |
| Atene 2004             | 1   | 0       | 0      | 1      |
| Pechino 2008           | 1   | 1       | 0      | 2      |
| Londra 2012            | 1   | 1       | 0      | 2      |
| Rio de Janeiro 2016    | 0   | 0       | 1      | 1      |
| Tokyo 2020             | 0   | 3       | 2      | 5      |
| Parigi 2024            | 1   | 0       | 2      | 3      |
| Totale                 | 4   | 5       | 6      | 15     |

### Medaglie per disciplina

#### Olimpiadi estive
| Sport             | Oro | Argento | Bronzo | Totale |
| ----------------- | --- | ------- | ------ | ------ |
| Atletica leggera  | 3   | 3       | 0      | 6      |
| Pugilato          | 1   | 0       | 3      | 4      |
| Sollevamento pesi | 0   | 1       | 1      | 2      |
| Taekwondo         | 0   | 1       | 1      | 2      |
| Baseball          | 0   | 0       | 1      | 1      |
| Totale            | 4   | 5       | 6      | 15     |